# 日出町立日出中学校

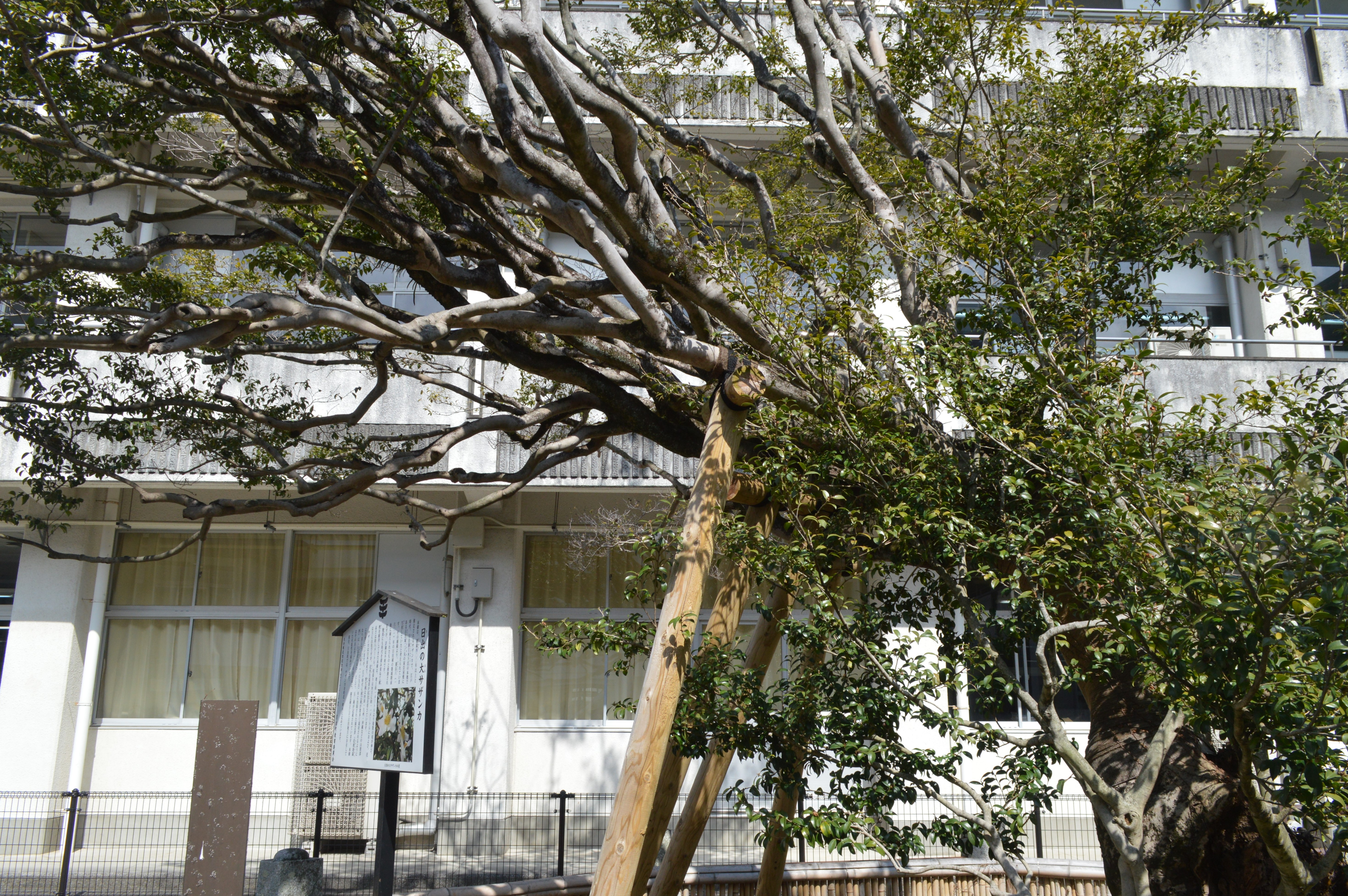
日出の大サザンカ

日出町立日出中学校（ひじちょうりつ ひじちゅうがっこう）は、大分県速見郡日出町2627番地にある公立中学校。
生徒数は約700名。校内には樹齢400年を超える「日出の大サザンカ」があり、大分県指定天然記念物に指定されている。

## 校区
日出町立日出小学校、日出町立豊岡小学校、日出町立川崎小学校、日出町立藤原小学校の4校を校区としている。最寄駅はJR日豊本線暘谷駅。

## 沿革
- 1950年（昭和25年）5月1日 - 日出町外三ヶ町村組合立中学校として創立。
- 1952年（昭和27年）5月1日 - 新校舎に移転。
- 1954年（昭和29年）4月 - 町村合併のため日出町立日出中学校に改称。
- 1960年（昭和35年）5月 - 体育館落成。
- 1961年（昭和36年）7月 - 新校舎6教室完成。
- 1967年（昭和42年）2月 - 完全給食開始。
- 1979年（昭和54年） - 校舎改築2期工事が完成。
- 1982年（昭和57年）7月 - プール建設開始。
- 1983年（昭和58年）3月 - プール完成。
- 1986年（昭和61年） - 体育館・別館落成。

## 部活動

### 運動部
- バスケ部（男・女）
- 野球部
- サッカー部
- 陸上部（男・女）
- 卓球部（男・女）
- テニス部（男・女）
- バレー部（男・女）
- 剣道部（男・女）
- 女子ソフトボール部
- 男子柔道部

### 文化部
- 吹奏楽部
- 美術部
- 茶道部
- ボランティア部

## 著名な出身者
- 岸田和人 - プロサッカー選手。
- 本田博文[1] - 政治家。日出町長。